# Denise Stoklos
Denise Stoklos (Irati, 14 de julho de 1950) é uma dramaturga, encenadora e atriz brasileira.

## Biografia
Nascida em Irati, a descendente de ucranianos começou sua carreira em 1968, enquanto cursava sociologia na Pontifícia Universidade Católica do Paraná e jornalismo na Universidade Federal do Paraná. Depois de trabalhar no Rio de Janeiro e em São Paulo, mudou-se com seu marido para Londres em 1977, onde ela especializou-se em Mímica e desenvolveu seu estilo próprio de performances solo. No início de 1980, foi para a Califórnia, onde continuou seus estudos e chegou a montar o seu segundo solo ("Elis Regina"). Em 1982, fez parte da novela da Rede Bandeirantes, Ninho da serpente. Em 1987, apresentou "Mary Stuart" em Nova York, onde, devido ao grande sucesso alcançado, foi convidada a fazer outras duas peças. Em 1993, recebeu o Prêmio da Fundação Guggenheim, de Nova York, e publicou o romance "Amanhã será tarde e depois de amanhã nem existe", adaptado mais tarde para teatro solo.
Retornou ao Brasil, e apareceu em diversas de suas próprias peças, nas quais ela foi diretora e coreógrafa. Ela passou todo seu conhecimento teatral em workshops. Em 1999 realizou-se um festival na cidade de São Paulo com suas peças.
Denise Stoklos foi a primeira atriz brasileira a se apresentar em Moscou, Pequim e na Ucrânia. Ela já representou suas vinte peças em sete idiomas, apresentou-se em trinta países e escreveu sete livros. Em 2000, foi convidada pela Universidade de Nova York para ensinar seu método teatral "Teatro Essencial", que visa ter em cena o mínimo possível de efeitos e o máximo de teatralidade.

## Vida artística

### Filmografia
- Ninho da Serpente (1982).... Oriana
- Antônio Conselheiro e a Guerra dos Pelados (1977)
- Maria Bethânia - Brasileirinho ao Vivo (2004)

Televisão
- Yerma (1974)
- Vestido de Noiva (1974) - (TV Cultura)

### Autoria de peças
- Círculo Na Lua, Lama Na Rua (1968)
- A Semana (1969)
- Vejo o Sol (1970)
- Mary Stuart (1970)
- Mar Doce Prisão (1971)
- Cadillac de Lata (1973)
- One Woman Show (1980)
- Maldição (1982)
- Elis Regina (1982)
- Habeas Corpus (1986)
- Hamlet em Irati (1988)
- Casa (1990)
- 500 Anos - Um Fax de Denise Stoklos Para Cristóvão Colombo (1992)
- Amanhã Será Tarde, Depois de Amanhã Nem Existe (1993)
- Jardim de Meteoros (1993)
- Des-Medéia (1994)
- Nina Simone Sings For Us (1994)
- Elogio (1995)
- Mais Pesado Que o Ar (1996)
- Desobediência Civil (1997)
- Vozes Dissonantes (1999)
- Louise Bourgeois - Faço, Desfaço, Refaço (2000)
- Calendário da Pedra (2001)
- Olhos Recém-Nascidos (2004)
- Denise Stoklos Em Teatro Para Crianças (2007)
- Cantadas (2007)
- Preferiria Não (2011)
- Carta Ao Pai (2012)
- Vendo Gritos e Palavras (2014)
- Palavras Gestuais de Denise Stoklos (2016)
- Extinção (2018)

## Livros
- Teatro Essencial  (1993)
- Tipos (poesia) (1993)
- 500 anos - Um Fax para Colombo (peça de teatro) (1993)
- Amanhã será tarde e depois de amanhã nem existe (romance) (1993)
- Mary Stuart (1993)
- Des-Medéia (1993)
- Calendário da Pedra (2001)

## Prêmios e honrarias
- Ordem Estadual do Pinheiro[4] (2012)